# Jorge Baliño
Jorge Ignacio Baliño (Tandil, Buenos Aires; 8 de octubre de 1979) es un árbitro de fútbol argentino, que dirige en la Liga Profesional de Fútbol. Fue árbitro internacional entre 2015 y 2018, por lo que dirigió encuentros correspondientes a las copas Conmebol Libertadores y Conmebol Sudamericana. Desde 2022 es árbitro internacional de video, designado por Argentina para funciones del VAR.
El 23 de octubre la Conmebol lo designó como VAR en la final de la Conmebol Sudamericana 2023, encabezando el equipo de la cabina junto a otros colegiados argentinos.

## Arbitraje
Baliño, proveniente de la Asociación Tandilense de Árbitros —como los colegiados Andrés Merlos, Lucas Novelli Sanz y Diego Novelli Sanz— hizo su debut en la Primera División de la Liga Tandilense de Fútbol el 25 de mayo de 2001, arbitrando Loma Negra contra Club San José, con resultado de 2:0. 
Tras dirigir algunas temporadas en el ascenso, llegó al debut como juez principal en la máxima categoría del fútbol argentino en el juego entre Argentinos Juniors y Gimnasia y Esgrima La Plata, con empate 0 a 0, que se desarrolló el 15 de junio de 2007. Durante el juego Baliño mostró cinco tarjetas amarillas y ninguna expulsión.
A fines de abril de 2019, Baliño, al igual que varios árbitros y árbitros asistentes de las primeras categorías del fútbol argentino, renunció al SADRA, en señal de protesta por la conducción del titular del sindicato, Guillermo Marconi. Desde entonces se desempeña como «árbitro independiente».
El 26 de julio de 2022, en el marco de un encuentro entre Barracas Central y Patronato de Paraná por la décima fecha del Campeonato de Primera División, Baliño volvió a formar parte de una polémica en dicho partido arbitrado por su persona que finalizó 2 a 1 a favor de los locales. En este partido Baliño anuló a instancias del VAR dos goles erróneamente a Patronato y declaró erróneamente un penal a favor de los locales, también a instancias del VAR. El primer gol anulado fue a causa de una falsa posición adelantada de Axel Rodríguez gracias a un rebote en Brian Salvareschi tras un centro de Sebastián Medina que está dentro del reglamento, que le hubiese dado la ventaja parcial a los visitantes. Más tarde, y con el partido 1 a 1, a otro gol erróneamente anulado de Patronato se le sumó una falta previa en el área del club entrerriano que Baliño cobró como penal de manera errónea tras una simulación de Brian Calderara y un inexistente contacto de Justo Giani en la recuperación previa al gol de Patronato. Posterior a esta jugada, Facundo Altamirano contuvo el remate de Pablo Mouche y llegó el gol del triunfo de Barracas convertido por Sebastián Rincón tras un tiro libre.

### Sudamericano Sub-17 en Chile
A mediados de enero de 2017, la Conmebol dio a conecer los árbitros designados para el Campeonato Sudamericano de Fútbol Sub-17 de 2017, con sede en Chile, significando así el primer torneo de selecciones para Baliño. La designación también incluyó a los árbitros asistentes Lucas Germanotta —siendo este su segundo certamen internacional, tras el Sudamericano Sub-15 en 2015—y Gabriel Chade. El colegiado tandilense, en una entrevista con la página web de la Asociación del Fútbol Argentino declaró: «Esta designación es muy importante para mí, es un salto muy grande en mi carrera. Me llega en un muy buen momento, estoy bien, confiado y con la madurez justa».
La terna tuvo su primer partido en el certamen el 25 de febrero de 2017, en la segunda fecha del Grupo A, en el partido entre los locales y Colombia, que terminó 1:1. Baliño durante el transcurso del partidos amonestó a dos jugadores, y cobró un penal para los Cafeteros a los 90' de juego, que detendría el arquero chileno Borqués Hernández instantes después.

## Estadísticas
| Competición                                                           | Organizador | Años      | PD  | Amonestado | Prom. | Expulsado | Prom. |
| --------------------------------------------------------------------- | ----------- | --------- | --- | ---------- | ----- | --------- | ----- |
| Primera División de Argentina                                         | AFA–LPF     | 2007–     | 237 | 1145       | 4,83  | 96        | 0,40  |
| Primera B Nacional                                                    | AFA         | 2006–2015 | 182 | 891        | 4,89  | 105       | 0,57  |
| Copa Argentina                                                        | AFA         | 2011–     | 29  | 115        | 3,96  | 11        | 0,37  |
| Promoción                                                             | AFA         | 2008      | 1   | 5          | 5,00  | 3         | 3,00  |
| Copa Conmebol Libertadores                                            | Conmebol    | 2016–2018 | 1   | 3          | 3,00  | 0         | 0,00  |
| Copa Conmebol Sudamericana                                            | Conmebol    | 2016–2018 | 3   | 13         | 4,33  | 0         | 0,00  |
| Sudamericano Sub-17                                                   | Conmebol    | 2017      | 4   | 16         | 4,00  | 0         | 0,00  |
| Amistosos                                                             | FIFA        | 2017      | 1   | 4          | 4,00  | 0         | 0,00  |
| Totales                                                               | Totales     | 2006–     | 458 | 2192       | 4,78  | 215       | 0,46  |
| Datos actualizados al último partido arbitrado el 21 de marzo de 2023 |             |           |     |            |       |           |       |

Fuente: worldfootball.net